# La Llacuneta
La Llacuneta es una entidad de población española del municipio de Arbós, perteneciente a la provincia de Tarragona, en la comunidad autónoma de Cataluña.

## Historia
Hacia mediados del siglo XIX, el lugar, ya por entonces perteneciente a Arbós, tenía contabilizada una población de 51 habitantes. Aparece descrito en el décimo volumen del Diccionario geográfico-estadístico-histórico de España y sus posesiones de Ultramar de Pascual Madoz con las siguientes palabras:

LLACUNETA (la): ald. en la prov. de Tarragona (8 horas), part. jud. de Vendrell (2), aud. terr., c. g. y dióc. de Barcelona (12), ayunt. de Arbos (1/2). sit. en llano con buena ventilacion y clima saludable; las enfermedades comunes son fiebres intermitentes. Consta de 8 casas diseminadas y una igl. parr. (San Antonio Abad), aneja de la de Castellet, servida por un vicario. El térm. confina con el mismo pueblo, perteneciente al part. de Manresa (Barcelona), por N., E. y S., y por O. con el de Arbos. El terreno es de tercera calidad; le fertiliza el riach. de Arbos, que solo lleva agua en invierno; tiene su orígen en el valle del Infern, y sin variar de nombre desagua en el r. Foix. Hay caminos locales de ruedas, y los que conducen á varios puntos de la prov. de Barcelona. El correo lo recogen los interesados en Arbos. prod.: trigo, centeno y vino. pobl.: 7 vec., 51 almas. cap. prod.: 817,666. imp.: 24,529.
(Madoz, 1847, p. 476)

En 2023, la entidad singular de población tenía empadronados trece habitantes y el núcleo de población, ninguno.